# Clark Hulings
Clark Hulings (Flórida, 20 de novembro de 1922 - Santa Fé, 2 de fevereiro de 2011) foi um pintor realista norte-americano. Ele nasceu na Flórida e foi criado em Nova Jersey. Morou em Nova Iorque, Louisiana e em algumas cidades da Europa antes de se estabelecer em Santa Fé, Novo México, no início de 1970. A viagem contribuiu muito para influenciar o seu olho vivo para as pessoas na realização das tarefas cotidianas.
Sua trajetória na vida artística começou quando ele ainda era adolescente. Hulings se formou na Art Students League of New York e, mais tarde, em 2007, voltou à Instituição para dar aula.
Hulings começou sua carreira como retratista em Louisiana, e depois se tornou um ilustrador freelancer em Nova York, principalmente de capas de livros de bolso, durante a década de 1950. [carece de fontes?]

## Exposições
No início dos anos 60, Hulings dedicou-se à pintura de cavaletes e, a partir desse momento, participou de diversas exposições com suas obras. Em 1965 , ele teve sua estreia em Nova York, na Grand Central Art Galleries. Em 1976, ele foi o assunto principal de uma exibição solo no National Cowboy Western Heritage Center, em Oklahoma, a qual foi documentada no livro "Hulings—A Collection of Oil Paintings", seguido, em 1978, de uma retrospectiva organizada pelo Museum of the Southwest, no Texas, e uma exibição em 1981 no C.M. Russell Museum, no estado de Montana. Em 1999, o trabalho de Hulings foi exibido em uma mostra solo na cidade de Santa Fé, no México, em Nedra Matteucci Galleries, assim como aconteceu em 2007 em Nova York, na J.N. Bartfield Galleries, e na Whiteside Galleries, em Hilton Head. Em 2011, The Forbes Galleries montou uma exposição em Nova York com exemplos do trabalho de Hulings de cada década de sua carreira.